# Loxothylacus ihlei
Loxothylacus ihlei is een krabbezakjessoort uit de familie van de Sacculinidae. De wetenschappelijke naam van de soort is voor het eerst geldig gepubliceerd in 1949 door Boschma.